# Rebellion Developments
Rebellion Developments es una empresa británica de videojuegos, con sede en Oxford, que es famosa por sus juegos en la franquicia Aliens vs Predator. Ha publicado los libros de historietas desde el año 2000 y lanzó su propio sello libro, "Abaddon Books", en 2006

## Historia
Rebellion fue establecida por los hermanos Jason y Chris Kingsley en 1992. Su primer título fue muy conocido: "Alien vs. Predator" para la Atari Jaguar, que fue considerado uno de los mejores juegos para esa consola. En junio de 2000, que compró el cómic AD de Fleetway, y desde entonces se han desarrollado varios personajes de la historieta para el mercado de los juegos. La primera versión comercial, Judge Dredd ( El juez Dredd): Dredd vs. La muerte era algo acertado. Un segundo juego fue lanzado en 2006 sobre la base de Rogue Trooper. En el 2005 su juego Sniper Elite fue galardonado como "PC / Consola Game Best" (Mejor juego de consola para PC) en los premios TIGA de 2005. A partir de 2010 el juego tiene un Ranking de juego de puntuaciones promedio de 73,44% para la versión de PC, 76,65% para la PlayStation 2, y 76.97% para la Xbox.
En 2009, Rogue Warrior (juego de Rebellion) recibió malas críticas pero se salvó por títulos notables como Star Wars Battle front: Renegade Squadron (Guerra de las Galaxias al Frente de la batalla : Escuadrón Renegado) para la PSP (PlayStaton Portable). En 2010, se desarrolló el último juego de Aliens vs Predator, publicado por Sega, que recibió en general favorable a la recepción crítica mixta, pero debutó en el número uno en el Reino Unido para todos los formatos gráficos. En junio de 2011, es el más rápido-en venta juego de 2010 en el Reino Unido, un récord anteriormente en manos de BioShock 2 (Resident Evil 2 para América);. También fue el juego más vendido en Steam, así como en las listas de venta de PC, junto con el desarrollo de Los personajes de los títulos de los juegos de video, Rebelión sigue publicando a 2000 AD, así como el título de la hermana del juez Dredd Revista. En 2004, Rebelión entró a un acuerdo con DC Comics para reimprimir varias historias 2000 AD en forma de libro en rústica comercial, incluido el "Juez Dredd", Strontium Dog, Nikolai Dante y Sinister Dexter. Cuando DC dejó la empresa, citando las bajas ventas, Rebelión creó su propia línea de novelas gráficas estadounidense, distribuidos a través de Simon & Schuster. Rebelión también creó Judge Dredd: The Complete Case Files series (Juez Dredd: La serie completa de los expedientes), que ha comenzado a volver a imprimir casi cualquier aspecto de Juez Dredd en orden cronológico. En 2006, tras la desaparición de Elixir Studios, Rebelión comprar toda la propiedad intelectual relacionada con el estudio, incluyendo Evil Genius (Genio Malvado) y de la República: La Revolución. Más tarde, en 2009, Jason Kingsley confirma titularidad de los derechos de la ex franquicia Vivendi que vendió antes de la fusión con Activision. en 2008, así como la intención de hacer nuevas secuelas de los juegos y Elixir Studios. [11]
En 2006, Rebellion compró "Tomb Raider" a los desarrolladores Core Design de Eidos Interactive, así como "Strangelite" de Empire Interactive, convirtiendo a la compañía en el mayor estudio de desarrollo independiente europeo. Rebellion puso en marcha sus nuevos libros Abaddon y formuló una serie de compras de publicación. Estos incluyen la compra de Clickwheel, que fue utilizado para publicación digital 2000 AD, con los archivos y una aplicación de lectura de cómic iPhone en línea lanzado más tarde. En agosto de 2008, Blackfish Publishing, editora de la revista Death Ray, anunció que había sido comprada por Rebellion y en septiembre de 2008, Rebelión adquiere Mongoose Publishing, que había publicado previamente juegos como El juez Dredd juego de rol. En junio de 2009, se anunció que Rebellion había adquirido el juego de rol y juegos de mesa Cubículo 7. En septiembre de 2009, Rebellion adquirió Solaris Catálogo de Games Workshop. Dos juegos de Rebellion están siendo liberados en 2012: NeverDead, publicado por Konami y dirigido por Shinta Nojiri (que estuvo involucrado en el desarrollo de la serie Metal Gear Solid de juegos ) y Sniper Elite V2, que está siendo co-publicado con 505 Games.

## Estudios

### Activo
- Rebellion Oxford
- Rebellion Liverpool

### Difunto
- Rebellion Derby

## Empresas Rebellion
- Rebellion Developments (Desarrolladora de videojuegos)
- Producción Fearnort (Productora de cine)
- 2000 AD (Editorial de cómic y el comercio en rústica)
- Abaddon Books (Editorial de horror, ciencia ficción y libros de fantasía)
- Clickwheel (Editorial digital)
- Mongoose Publishing (Editorial de juegos de rol, juegos de cartas y juegos de guerra en miniatura)
- Cubículo 7 (Editorial de juegos de rol, cartas y tablero)
- Solaris (Editorial de libros de ciencia ficción y libros de fantasía)

- Datos: Q2030718